# Mützschefahl

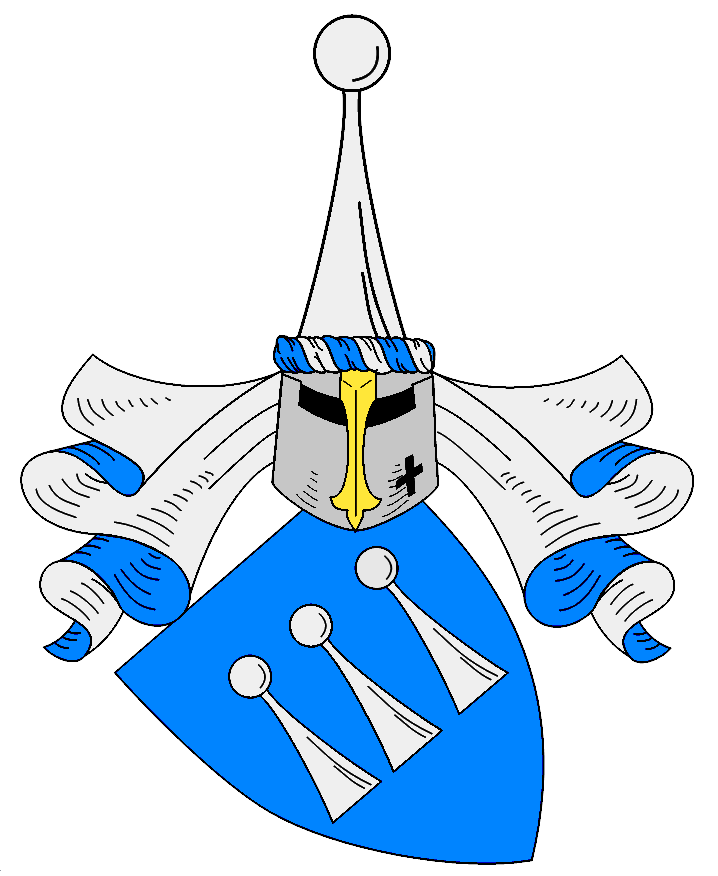
Wappen derer von Mützschefahl

Mützschefahl, auch Metzfall, Mispalt, Mützfall, Mützschefall, Mutzschefal, Mützeval, Mitzschefal o. ä., ist der Name eines erloschenen niedersächsischen Uradelsgeschlecht, dass sich früh nach Thüringen, vor allem im Soldatenberuf auch nach Schlesien und Mecklenburg ausbreiten konnte.

## Geschichte
Die Mützschefahl sollen sich ursprünglich „Seulingen“ nach ihrem Stammhaus Seulingen im Amt Gieboldehausen, im Fürstentum Grubenhagen genannt haben. Der Sage nach soll Caspar von Seulingen um 1130 das Rittergut Mitschefall (Mützschefahl) an sich gebracht haben, womit der spätere Familienname entstand.
Das Geschlecht tritt urkundlich nachweislich erstmals mit Heinrich von Mützschefahl in den Jahren 1251 bzw. 1276 auf. 1525 war ein Bernhard Abt im Kloster Ilfeld. Nicht wenige Söhne des Geschlechtes entschieden sich zum Soldatenberuf. So dienten die Brüder Caspar Wilhelm († 1632) und Jost Heinrich von Mützschefahl bis 1631 als Oberste in der schwedischen Armee. Der preußische Oberst und Chef des Garnisonregiments „von Thümen“, nachmalige Generalmajor und Erbherr auf Tschistey, Sandewalde und Klein Beltsch im Kreis Wohlau, Friedrich Julius von Mützschefall (1693–1761), erhielt am 4. Oktober 1752 das schlesische Inkolat.
Ca. 1668 wurde die Familie von Ilten von einem herzoglich-braunschweig-lüneburgischen Oberjägermeister von Mutscheval im Auftrag von Herzog Johann Friedrich verklagt. Es ging um verschiedene Rechte rund um das Schloss Gestorf, u. a. die Hohe Jagd. Da die Familie Ilten die Originalurkunde aus dem Jahr 1456, mit der sie die Rechte übertragen bekommen hatte, nicht ausfindig machen konnte, wurden ihr die Rechte aberkannt. Erst 50 Jahre später fand sich die Urkunde im Besitz eines Herrn von Klencke. Sie war von einer „Wittwe eines Hofrichters v. Ilten der Familie entführt“ worden, wohl aus Rache an ihren Schwiegereltern. Nach Vorlage dieser Originalurkunde wurden der Familie Ilten von König Georg I. die alten Rechte wieder zugestanden.
Karoline Wilhelmine von Mützschefall aus dem Hause Barsikow-Ruppin († vor 1787) war die erste Ehefrau des preußischen Generalmajors Peter Ewald von Malschitzky (1731–1800). Die Familie wurde mit dem in Eisenach geborenen Karl Friedrich Christian von Mützschefahl (1733–1803) Regierungsrat und Herr auf Pluskau letztmals besitzlich genannt.

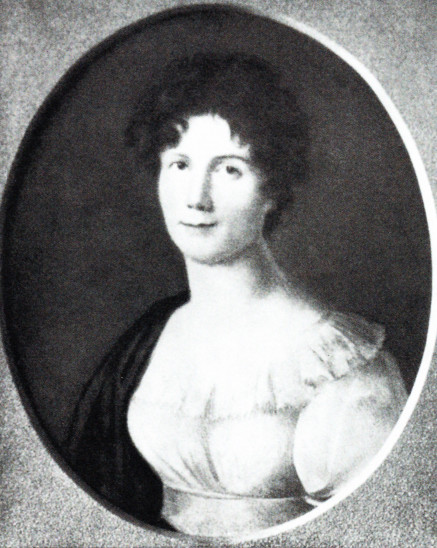
Henriette von Mützschefahl, geschiedene von Schlabrendorff, später verheiratete Schwendler (um 1800)

Eine Tochter war die Schriftstellerin Henriette von Mützschefahl (1773–1853), die Heinrich Graf von Schlabrendorff aus dem Adelsgeschlecht Schlabrendorf heiratete. Von diesem ließ sie sich jedoch bald wieder scheiden. 1800 wurde sie Freundin, zeitweilig die Geliebte des Dichters Jean Paul (1763–1825), mit dem sie 1800 nach Gotha reiste und den sie auch in Berlin häufiger besuchte. 1802 ehelichte sie den Sachsen-Meininger Präsidenten Friedrich Christian August Schwendler (1772–1844; geadelt 1825) und gebar den späteren Staatsminister Carl von Schwendler (1812–1880).  Ihre jüngere Schwester Antonie von Mützschefahl war die Freundin des Schriftstellers Johann Ernst Wagner (1769–1812) und pflegte ihn bis zuletzt. Friedrich von Mützschefahl (1843–1907), preußischer Hauptmann und zuletzt Kompaniechef im 2. Rheinischen Infanterie-Regiment Nr. 28, hatte am 12. Januar 1884 seinen Abschied genommen. Im September wurde ihm das Recht an der Militäruniform und der Offizierstitel aberkannt, das Eiserne Kreuz II. Klasse sowie seine Pensionsansprüche konnte er jedoch behalten. Der Sohn des schlesischen Kreisgerichtsrats Heinrich von Mützschefahl (1799–1883) kam zu Beginn des Jahres 1885 mit anderen Deutschen nach China, um dort als Lehrer in der chinesischen Militärschule Tianjin tätig zu sein. Gegen Ende des Jahres kehrte er aber mit anderen Instrukteuren nach Deutschland zurück. 

## Besitz
Entsprechend ihrem Ursprung in der Grafschaft Hohnstein hatten die Mützschefahl ihren frühen Besitz vor allem im thüringischen Amt Klettenberg. Im Kreis Nordhausen besaßen sie weiterhin die Güter Branderode, Liebenrode, Stöckey sowie Groß- und Kleinwechsungen. In brandenburgischen Kreis Ruppin gehörte Barsikow zum Besitz der Familie. In Schlesien besaßen sie neben den Gütern im Kreis Wohlau weiterhin Ostrawe und Pluskau im Kreis Guhrau.

## Wappen
Darstellungen und entsprechend die Blasonierungen des Wappens variierten im Lauf der Zeit. Das Stammwappen, wie es im Genealogischen Handbuch des Adels beschrieben ist, und wie es auch im Siebmacher von 1605, Abteilung Sachsen, abgebildet ist, zeigt in Blau drei mit Kugeln gekrönte silberne Spitzsäulen; auf dem Helm mit blau-silbernen Decken eine der Säulen.
Lehsten blasoniert 1864: „Im blauen Felde nebeneinander drei silberne Säulen, von denen die mittlere etwas höher ist. Auf dem gekrönten Helm eine silberne Säule zwischen vier blauen Straussfedern. Helmdecken silbern und blau.“ Er erwähnt aber auch, dass im Siebmacher drei „Kegel“ und auf dem Helm über einem Wulst ein solcher Kegel „ohne Federn“ angegeben sind, und dass nach Grotes Geschlechts- und Wappenbuch des Königreichs Hannover und des Herzogthums Braunschweig (1852) die Säule auf dem Helm „mit einem Pfauenwedel zwischen zwei silbernen Fahnen besteckt“ ist. Ledebur hingegen gebe zwei mit Kugeln gekrönte Spitzsäulen an.

### Historische Wappenbilder

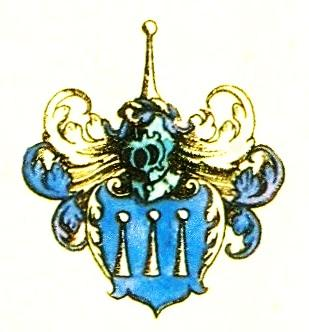
Wappen der Mutzschefal wie im Siebmacher von 1605, Abteilung Ritterschaft und Adel in Sachsen
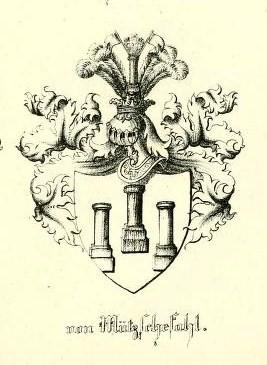
Wappen derer von Mützschefahl im Königreich Hannover (nach Grote, um 1850)

## Bekannte Familienmitglieder
- Heinrich Mutzefall (1266) Ritter und Stadtvogt von Duderstadt[14]
- Christoph Friedrich von Mützschefahl, Premierleutnant (Regiment von Braunschweig),[15] Ritter des Ordens Pour le Mérite[16]
- Friedrich Julius von Mützschefahl (1693–1761), preußischer Generalmajor, Ritter des Ordens Pour le Mérite[17]
- Friedrich von Mützschefahl (1770–1823), Landschaftsdirektor und Landrat von Oels
- Arthur von Mützschefahl (1819–1899), preußischer Generalleutnant
- Maximilian von Mützschefahl (1844–1915), preußischer Generalleutnant